# Elizabeth Friedman
Elizabeth Friedman, all'anagrafe Elizabeth Susanna Friedman (Los Angeles, 22 ottobre 1984) è un'attrice statunitense.

## Filmografia

### Cinema
- A casa per Natale (I'll Be Home for Christmas), regia di Arlene Sanford (1998)
- Quasi famosi (Almost Famous), regia di Cameron Crowe (2000)
- What Women Want - Quello che le donne vogliono (What Women Want), regia di Nancy Meyers (2000)
- A.I. - Intelligenza artificiale (Artificial Intelligence: AI), regia di Steven Spielberg (2001)
- A Broken Code, regia di Josh Webber e Michael Girgenti (2012)
- L'incredibile caso Babbo Natale (Defending Santa), regia di Brian Skiba (2013)
- The Mummy Resurrected, regia di Patrick McManus (2014)
- Tag, regia di Danny Roth (2015)

### Serie TV
- Settimo cielo (7th Heaven) – serie TV, episodi 1x15 (1997)
- E.R. - Medici in prima linea (ER) – serie TV, episodi 12x14 (2006)
- Il tempo della nostra vita (Days of Our Lives) – serie TV, episodi 1x10479-1x10955 (2007-2008)
- La vita segreta di una teenager americana (The Secret Life of the American Teenager) – serie TV, episodi 1x6-1x13 (2008-2009)
- Surviving the In-laws – serie TV, episodi 1x2 (2013)